# Гончарова, Татьяна Ивановна
Татьяна Ивановна Гончарова (1934—1998) — советский, российский педагог. Народный учитель СССР (1982). Делегат XXVII съезда КПСС (1986).

## Биография
Родилась в Ленинграде 4 ноября 1934 года.
Поступила в Ленинградский педагогический институт имени А. И. Герцена на исторический факультет, который окончила в 1962 году.
После окончания университета, с 1963 года работала учителем и заведующей начальной школой на Камчатке. Затем вернулась в Ленинград и работала в интернате № 2, с 1965 года преподавала историю сначала в средней школе №351, а затем в средней школе № 536.
Работая в школе № 536, создала в ней клуб «Знатоки», в котором ученики школы получали дополнительные знания.
Её статьи по методике преподавания истории в средней школе и учебно-воспитательной работе печатались с 1962 года. Автором книг: «Уроки истории — уроки жизни: Из опыта работы учителя» (1986), «Большая перемена» (1987), «Когда учитель — властитель дум» (1991, в соавторстве с мужем, профессором И. Ф. Гончаровым), «Исторические вечера в школе: Книга для учителя» (1992), разработала спецкурс «Светочи России. Русский национальный пантеон».
Занималась общественной деятельностью: член Ревизионной комиссии Ленинградского обкома партии, в 1986 году — делегат XXVII съезда КПСС.
Умерла Татьяна Ивановна Гончарова в Санкт-Петербурге 10 января 1998 года. Похоронена на Богословском кладбище.

### Семья
- Супруг — Иван Фёдорович Гончаров, доктор педагогических наук, почётный профессор кафедры ЮНЕСКО РГПУ им. А. И. Герцена, заслуженный работник высшей школы РФ, награждён медалью К. Д. Ушинского[2].

## Память
- 30 сентября 1998 года средней школе № 536 Санкт-Петербурга, в которой работала Т. И. Гончарова более 30 лет, было присвоено её имя, на здании школы была установлена мемориальная доска[3].
- В 1999 году в средней школе № 536 Санкт-Петербурга была открыта музейная комната имени народного учителя СССР Т. И. Гончаровой, 18 мая 2007 года музейная комната получила статус музея, в котором находятся её вещи, фотографии, документы и многое другое[3].